# Saint-Bauzille-de-Putois
Saint-Bauzille-de-Putois là một xã thuộc tỉnh Hérault trong vùng Occitanie phía nam nước Pháp.